# Zopah
 (juillet 2021).
Zopah est un des vingt quartiers de l'arrondissement d'Abomey-Calavi situé dans la ville du même nom dans le département de l'Atlantique dans le Sud du Bénin. Il est en réalité sous la juridiction de deux arrondissements ceux de Calavi et d'Akassato.

## Toponymie
Autrefois, l’étendue qui fait office de quartier Zopah aujourd’hui était un vaste champ de palmeraie et c'est d'ailleurs de là que lui vient son nom actuel qui est en réalité un sigle qui veut dire Zone de Palmier à Huile (Zopah).

## Histoire
Cette surface avait été empruntée aux propriétaires terriens par le gouvernement béninois pour en faire un vastes champs de palmier à huile. À la fin du projet, l'état du Bénin à procéder à partir de 1998 à la rétrocession des terres aux ayants droit. C'est à cette période que le quartier a commencé à naître jusqu'à devenir aujourd'hui le quartier le plus urbanisé et l'un des plus vastes de la commune d'Abomey-Calavi,.

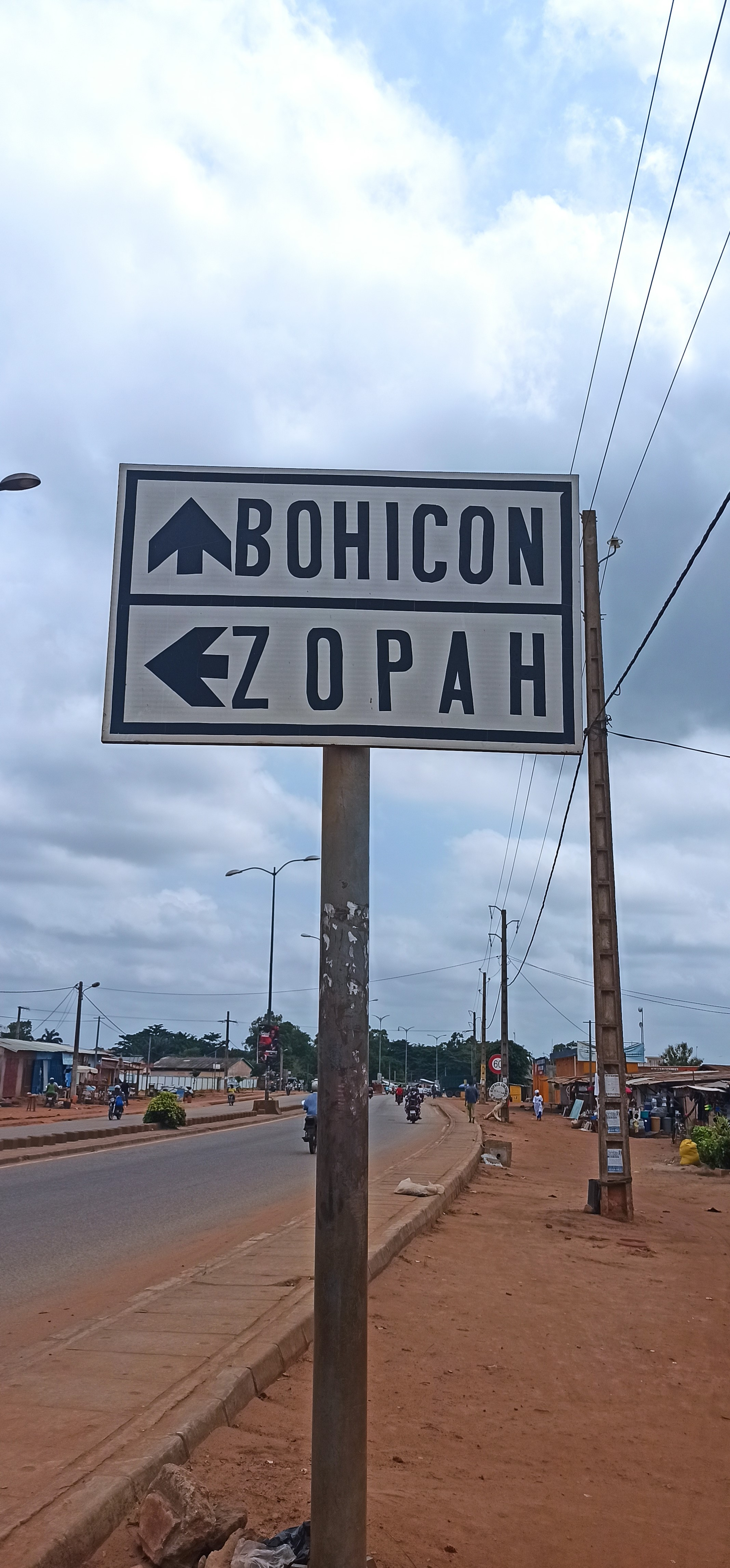
Plaque indiquant les directions de Zopah et Bohicon

## Population
Le nombre d'habitants résidant dans le quartier s’élève à 8000. Zopah regroupe les cités telles que GBB-SA, BK-SARL et Arconville,,.